# August-díj
Az August-díj (svédül: Augustpriset) az egyik legrangosabb svéd irodalmi díj, melyet 1989 óta egy, 1992 óta három kategóriában osztanak ki: szépirodalom, gyerekkönyv, ismeretterjesztő irodalom. Nevét a híres drámaíróról, August Strindbergről kapta, ám a díj kurátorai nemes egyszerűséggel csak az író keresztnevét hagyták meg a díj elnevezésében. Valamennyi svéd kiadó jelölhet könyveket a díjra, három különböző zsűri dönt. A tagok kiadók dolgozói, könyvtárosok, irodalomkritikusok. stb. A díjat a Svéd Kiadók Szövetsége ítéli oda. Egy negyedik kategóriában tiszteleti- vagy életműdíjat is kiadnak.

## Díjazottak
2024

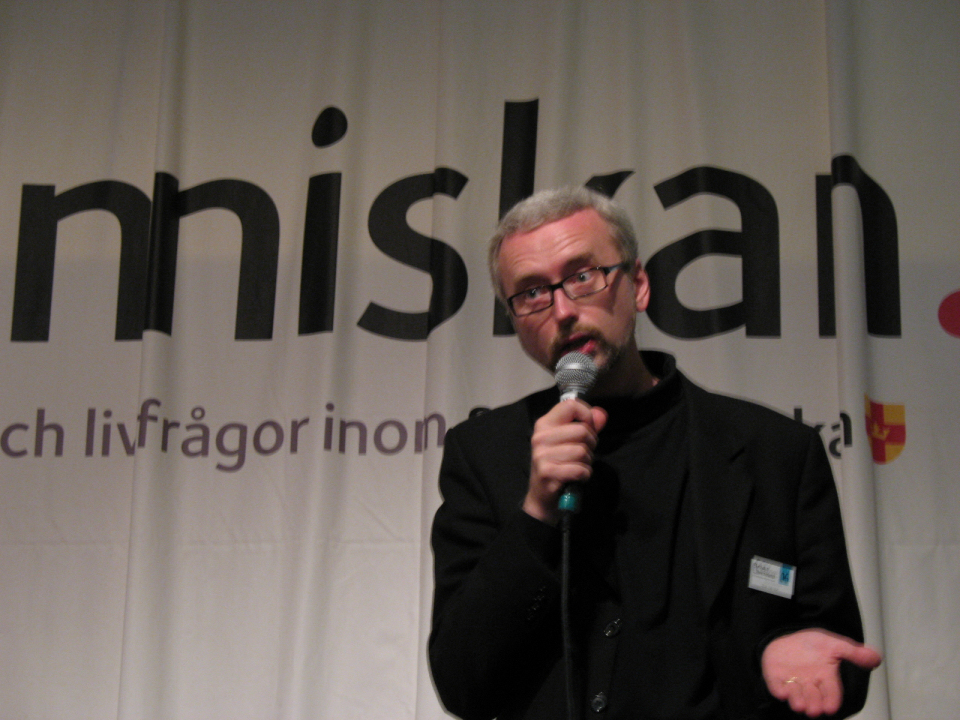
Dick Harrison, 2000

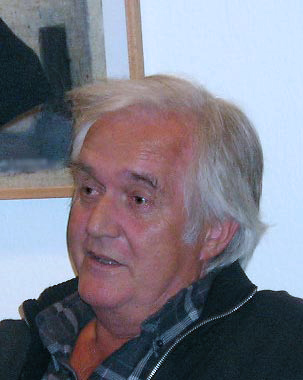
Henning Mankell, 1998

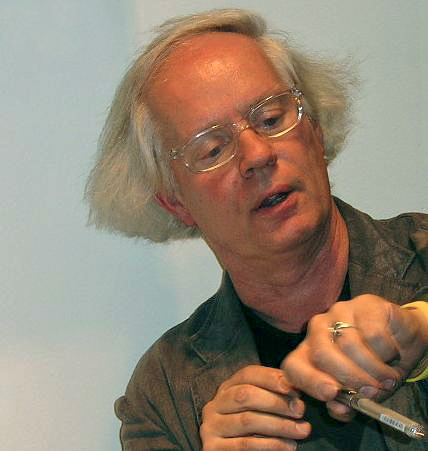
Ulf Stark, 1996

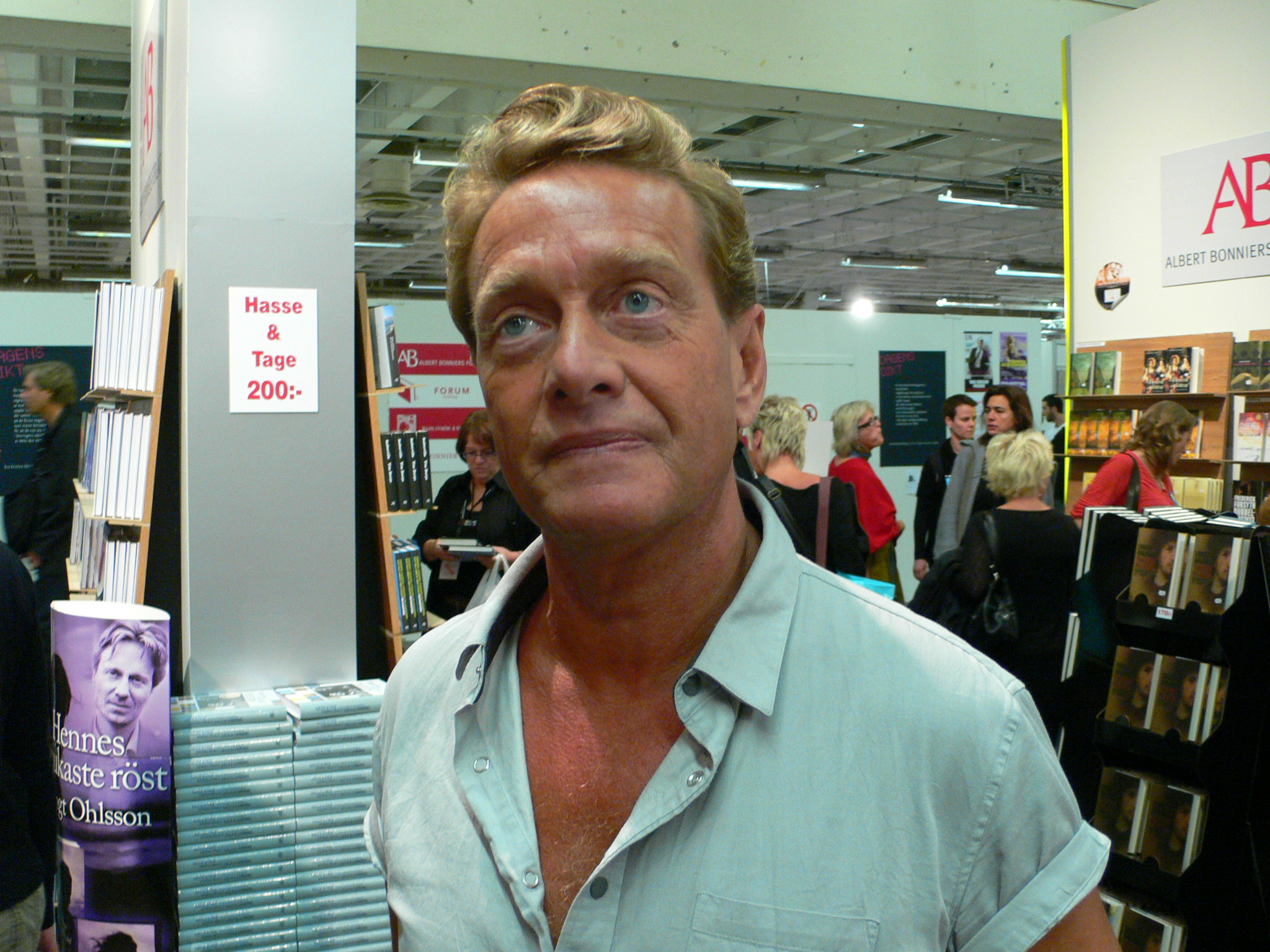
Björn Ranelid, 1994

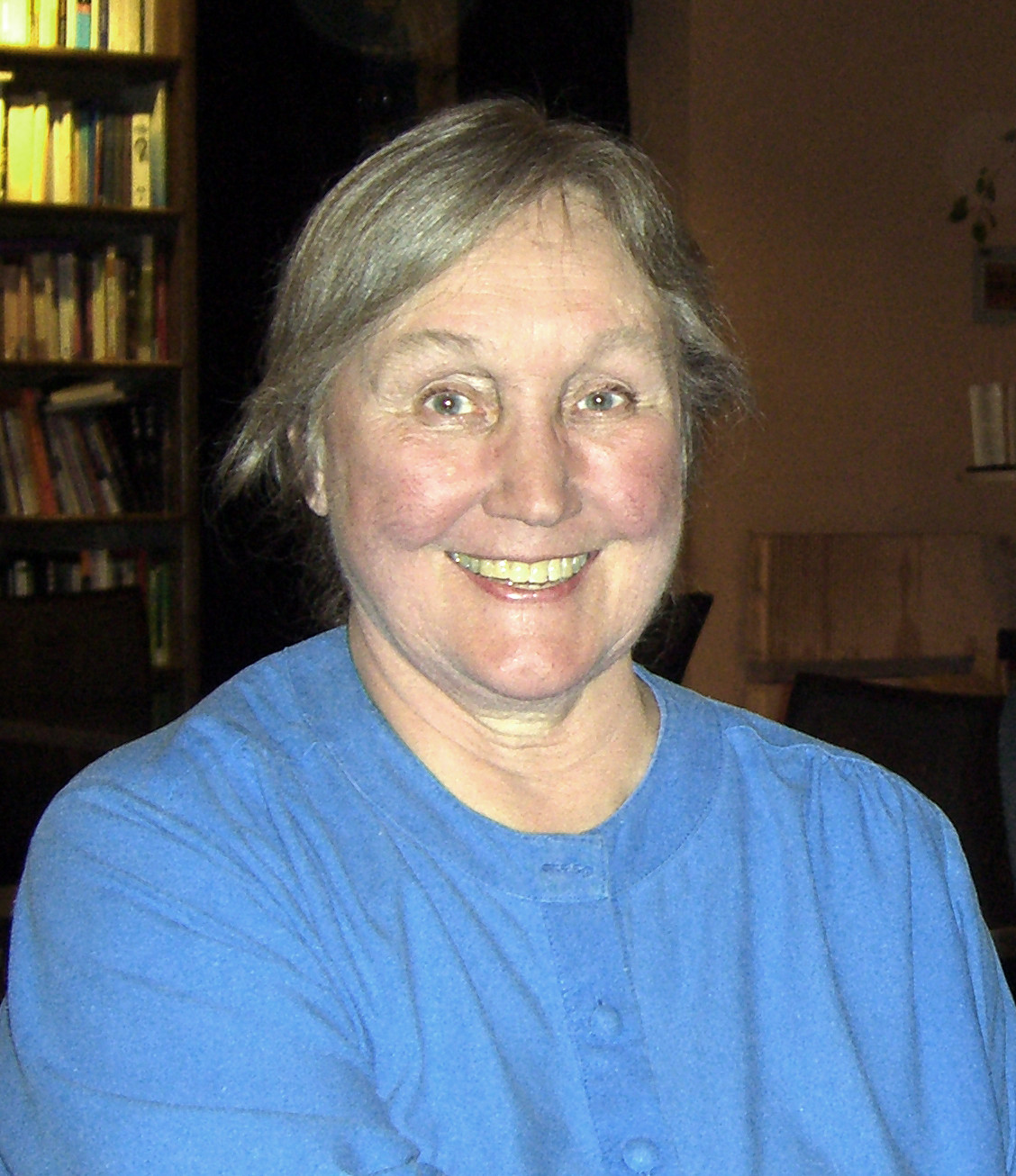
Cecilia Lindqvist, 1989, 2006

- Szépirodalom: Tony Samuelsson – Kungen av Nostratien
- Ismeretterjesztő: Christian Rück – Ett liv värt att leva
- Gyermek- és ifjúsági irodalom: Linda Bondestam – Chop chop. En tapper jordbos berättelse

2023
- Szépirodalom: Andrev Walden – Jävla karlar
- Ismeretterjesztő: Per Svensson – Zorn
- Gyermek- és ifjúsági irodalom: Oskar Kroon és Hanna Klinthage (illuszt.), Vitsippor och pissråttor

2022
- Szépirodalom: Ia Genberg – Detaljerna
- Ismeretterjesztő: Nina van den Brink, Jag har torkat nog många golv
- Gyermek- és ifjúsági irodalom: Ellen Strömberg, Vi ska ju bara Cykla förbi

2021
- Szépirodalom: Elin Culldhed – Eufori – En roman om Sylvia Plath (Eufória. Regény Sylvia Plathról)
- Ismeretterjesztő: Nils Håkanson – Dolda gudar. En bok om allt som inte går förlorat i en översättning ([Nyers ford.:] Rejtett istenek. Egy könyv arról, ami nem vész el egy fordításban)
- Gyermek- és ifjúsági könyv: Johan Rundberg – Nattkorpen
- Tiszteleti díj: Marianne von Baumgarten-Lindberg szerkesztő, újságíró. (A gyermekirodalommal és az olvasással kapcsolatban kifejtett tevékenységéért. Egyebek mellett megalapította Svédország legnagyobb gyermekkönyv-klubját.)

2017
- Szépirodalom: Johannes Anyuru – De kommer att drunkna i sina mödrars tårar
- Ismeretterjesztő: Fatima Bremmer, Ett jävla solsken – En biografi om Ester Blenda Nordström
- Gyermek- és ifjúsági irodalom: Sara Lundberg, Fågeln i mig flyger vart den vill

2016
- Szépirodalom: Lina Wolff, De polyglotta älskarna
- Ismeretterjesztő: Nina Burton, Gutenberggalaxens nova. En essäberättelse om Erasmus av Rotterdam, humanismen och 1500-talets medierevolution
- Gyermek- és ifjúsági irodalom: Ann-Helén Laestadius, Tio över ett

2015
- Szépirodalom: Jonas Hassen Khemiri, Amikre nem emlékszem (Allt jag inte minns)
- Ismeretterjesztő: Karin Bojs, Az én európai családom: 54 000 év genetikai öröksége (Min europeiska familj. De senaste 54 000 åren)
- Gyermek- és ifjúsági irodalom: Jessica Schiefauer, När hundarna kommer

2014
- Szépirodalom: Kristina Sandberg, Liv till varje pris
- Ismeretterjesztő: Lars Lerin, Naturlära
- Gyermek- és ifjúsági irodalom: Jakob Wegelius, Mördarens apa

2013
- Szépirodalom: Lena Andersson, Jogtalan elbirtoklás: egy szerelem története (Egenmäktigt förfarande – en roman om kärlek)
- Ismeretterjesztő: Bea Uusma, Expeditionen. Min kärlekshistoria
- Gyermek- és ifjúsági irodalom: Ellen Karlsson és Eva Lindström, Snöret, fågeln och jag

2012
- Szépirodalom: Göran Rosenberg, Ett kort uppehåll på vägen från Auschwitz
- Ismeretterjesztő: Ingrid Carlberg, Det står ett rum här och väntar på dig – Berättelsen om Raoul Wallenberg
- Gyermek- és ifjúsági irodalom: Nina Umaja, ABC å allt om det

2011
- Szépirodalom: Tomas Bannerhed, Korparna
- Ismeretterjesztő: Elisabeth Åsbrink, Och i Wienerwald står träden kvar
- Gyermek- és ifjúsági irodalom: Jessica Schiefauer, Pojkarna

2010
- Szépirodalom: Sigrid Combüchen, Resztli: női regény (Spill. En damroman)
- Ismeretterjesztő: Yvonne Hirdman, Den röda grevinnan
- Gyermek- és ifjúsági irodalom: Jenny Jägerfeld, Här ligger jag och blöder

2009
- Szépirodalom: Steve Sem-Sandberg, Azok a szegény łódźiak (De fattiga i Łódź)
- Ismeretterjesztő: Brutus Östling és Susanne Åkesson, Att överleva dagen
- Gyermek- és ifjúsági irodalom: Ylva Karlsson, Katarina Kuick, Sara Lundberg és Lilian Bäckman, Skriv om och om igen

2008
- Szépirodalom: Per Olov Enquist, Egy másik élet (Ett annat liv)
- Ismeretterjesztő: Paul Duncan és Bengt Wanselius, Regi Bergman
- Gyermek- és ifjúsági irodalom: Jakob Wegelius, Legenden om Sally Jones

2007
- Szépirodalom:Carl-Henning Wijkmark, Stundande natten
- Ismeretterjesztő: Bengt Jangfeldt, Med livet som insats
- Gyermek- és ifjúsági irodalom: Sven Nordqvist, Hová tűnt a testvérem? (Var är min syster?) (Hol van a nővérem?)

2006
- Szépirodalom: Susanna Alakoski – Svinalängorna
- Ismeretterjesztő: Cecilia Lindqvist – Qin
- Gyermek- és ifjúsági irodalom: Per Nilsson – Svenne

2005
- Szépirodalom: Monika Fagerholm – Az amerikai lány (Den amerikanska flickan)
- Ismeretterjesztő: Lena Einhorn – Ninas resa
- Gyermek- és ifjúsági irodalom: Bo R. Holmberg és Katarina Strömgård – Eddie Bolander & jag

2004
- Szépirodalom: Bengt Ohlsson – Gregorius
- Ismeretterjesztő: Sverker Sörlin – Världens ordning och Mörkret i människan, Europas idéhistoria
- Gyermek- és ifjúsági irodalom: Katarina Kieri – Dansar Elias? Nej!

2003
- Szépirodalom: Kerstin Ekman – Skraplotter
- Ismeretterjesztő: Nils Uddenberg – Idéer om livet
- Gyermek- és ifjúsági irodalom: Johanna Thydell – I taket lyser stjärnorna

2002
- Szépirodalom: Carl-Johan Vallgren – Den vidunderliga kärlekens historia
- Ismeretterjesztő: Lars-Olof Larsson – Gustav Vasa – landsfader eller tyrann?
- Gyermek- és ifjúsági irodalom: Ulf Nilsson und Anna-Clara Tidholm – Adjö, herr Muffin

2001
- Szépirodalom: Torbjörn Flygt – Underdog
- Ismeretterjesztő: Hans Hammarskiöld, Anita Theorell, Per Wästberg – Minnets stigar
- Gyermek- és ifjúsági irodalom: Sara Kadefors – Sandor slash Ida

2000
- Szépirodalom: Mikael Niemi – Popzene Vittulából (Populärmusik från Vittula)
- Ismeretterjesztő: Dick Harrison – Stora döden
- Gyermek- és ifjúsági irodalom: Pija Lindenbaum – Gittan och gråvargarna

1999
- Szépirodalom: Per Olov Enquist – Az udvari orvos látogatása (Livläkarens besök)
- Ismeretterjesztő: Jan Svartvik – Engelska – öspråk, världsspråk, trendspråk
- Gyermek- és ifjúsági irodalom: Stefan Casta – Spelar död

1998
- Szépirodalom: Göran Tunström – Híres férfiak, akik Sunnében jártak (Berömda män som varit i Sunne)
- Ismeretterjesztő: Bengt Jangfeldt – Svenska vägar till S:t Petersburg
- Gyermek- és ifjúsági irodalom: Henning Mankell – Utazás a világ végére (Resan till världens ände)

1997
- Szépirodalom: Majgull Axelsson – Áprilisi boszorkány (Aprilhäxan)
- Ismeretterjesztő: Sven-Eric Liedman – I skuggan av framtiden
- Gyermek- és ifjúsági irodalom: Annika Thor – Sanning eller konsekvens

1996
- Szépirodalom: Tomas Tranströmer – Sorgegondolen
- Ismeretterjesztő: Maja Hagerman – Spåren av kungens män
- Gyermek- és ifjúsági irodalom: Ulf Stark und Anna Höglund (Zeichnungen) – Min syster är en ängel

1995
- Szépirodalom: Torgny Lindgren – Dongóméz (Hummelhonung)
- Ismeretterjesztő: Maria Flinck – Tusen år i trädgården. Från sörmländska herrgårdar och bakgårdar
- Gyermek- és ifjúsági irodalom: Rose Lagercrantz – Flickan som inte ville kyssas

1994
- Szépirodalom: Björn Ranelid – Synden
- Ismeretterjesztő: Leif Jonsson u.A. – Musiken i Sverige I-IV
- Gyermek- és ifjúsági irodalom: Ulf Nilsson – Mästaren och de fyra skrivarna

1993
- Szépirodalom: Kerstin Ekman – Händelser vid vatten
- Ismeretterjesztő: Peter Englund – Ofredsår
- Gyermek- és ifjúsági irodalom: Mats Wahl – Vinterviken

1992
- Szépirodalom: Niklas Rådström – Medan tiden tänker på annat
- Ismeretterjesztő: Gunnar Broberg m.fl – Gyllene äpplen
- Gyermek- és ifjúsági irodalom: Peter Pohl és Kinna Gieth – Jag saknar dig, jag saknar dig!

1991
- Szépirodalom: Sven Delblanc – Livets Ax

1990
- Szépirodalom: Lars Ahlin – De sotarna! De sotarna!

1989
- Szépirodalom: Cecilia Lindqvist – Tecknens rike